# Ghioldum, Prahova
Ghioldum este un sat în comuna Cocorăștii Colț din județul Prahova, Muntenia, România.
În 1861, Ghioldun era un cătun aparținător de satul Cocorăștii de Jos, plasa Târgșor. În 1942, s-a aflat în componența comunei Cocorăști Grind.